# Mithras catrea
Mithras catrea is een vlinder uit de familie van de Lycaenidae. De wetenschappelijke naam van de soort werd als Thecla catrea in 1874 gepubliceerd door William Chapman Hewitson.